# Consoante
Em fonética, consoante é qualquer fonema caracterizado por alguma obstrução ou constrição em um ou mais pontos do tracto vocal. Deriva do latim consonante, que significa literalmente "soante + com = consoante", que descreve outra característica das consoantes: elas não podem aparecer sozinhas numa sílaba, pois devem estar acompanhadas de pelo menos uma vogal. Essa característica, no entanto, não é válida para todos os sons atualmente classificados como consoantes.

## Alfabeto
O termo consoante também é usado para classificar as letras do alfabeto, por causa do som que elas representam. No alfabeto português, são chamadas de consoantes: B, C, D, F, G, J, K, L, M, N, P, Q, R, S, T, V, W, X, Z. Lembrando que o caso das letras H, L, W e Y são diferentes:
- H é letra muda (não é consoante e nem vogal) por não possuir nenhum som.[2]
- L é vogal por possuir som de /u/ e também consoante por possuir som de /l/.
- W é vogal por possuir som de /u/ e também consoante por possuir som de /v/.[3]
- Y é vogal por possuir som de /i/.[4]

Visto que o número de consoantes em todas as línguas humanas é muito maior que o número de letras consoantes de qualquer alfabeto, os linguistas adotam sistemas como o alfabeto fonético internacional para representar por um único símbolo cada consoante. Realmente, o alfabeto latino, usado para escrever o português, tem menos letras consoantes que sons consoantes, e algumas letras representam mais que uma consoante.

## Classificação
Cada consoante pode ser distinguida de diversas maneiras:
- O modo de articulação é o método como a consoante é articulada, como nasal, oclusiva ou aproximante, entre outros.
- O ponto de articulação é o lugar do trato vocal onde a consoante foi articulada, como bilabial, alveolar e velar. Adicionalmente, pode haver influência de mais de um ponto de articulação, como a palatalização e a faringealização.
- A modo de fonação é se as cordas vocais vibram ou não durante a articulação da consoante. Se vibrarem, então a consoante é sonora, caso contrário, é surda. A aspiração também é um característica da fonação.
- O mecanismo da passagem de ar é como o ar se move durante a articulação. A maioria das linguagens possui exclusivamente consoantes pulmônicas, mas há consoantes ejetivas, implosivas e os cliques, que possuem mecanismos diferentes.